# Suzuki GT 550
Die Suzuki GT 550 ist ein Motorrad des japanischen Herstellers Suzuki.
Die GT 550 wurde in den Jahren 1972 bis 1977 gebaut, war als Tourensportlerin ausgelegt und hatte einen luftgekühlten 3-Zylinder-Zweitaktmotor.

## Motor
Der Motor war bis auf den größeren Hubraum in technischer Hinsicht gleich  mit dem der Suzuki GT 380. Der laufruhige Dreizylinder-Zweitakt-Reihenmotor wird vom Fahrtwind gekühlt.
Das Hubverhältnis ist fast quadratisch ausgelegt. 62 Millimeter Hub und 61 Millimeter Bohrung ergeben einem Hubraum von 543 cm³. Die Nennleistung ist 35,5 kW (48 PS) bei 7.500 min−1. Das maximale Drehmoment von 52,5 Nm liegt bei 6.000 min−1 an. Der schlitzgesteuerte Motor hat drei Mikuni-Vergaser mit 28 Millimeter Durchlass. Der Motor entlässt die Abgase der drei Zylinder in vier Auspuffrohre. Bei der 3-in-4-Auspuffanlage gabelt sich das Auspuffrohr des mittleren Zylinders in zwei Endschalldämpfer.
Für japanische Zweitakt-Motorräder typisch ist die ab den 70er-Jahren eingeführte Getrenntschmierung. Dabei werden Benzin und Schmieröl in separaten Tanks mitgeführt. Eine Ölpumpe versorgt die sechs Kurbelwellenlager und Zylinderlaufflächen mit dem benötigten Frischöl. Suzuki gab dieser Art der Schmierung die Bezeichnung „Crankshaft-Cylinder-Injection“ (CCI). Die Ölfördermenge wird dabei abhängig von Last und Drehzahl gesteuert, dadurch reicht auch bergab mit geschlossenem Gasdrehgriff die Schmierung aus. Gegenüber einem beim Tanken hergestellten Benzin-Öl-Gemisch ist diese Lösung umweltfreundlicher, da der Anteil mitverbrannten Öls etwas geringer ist.

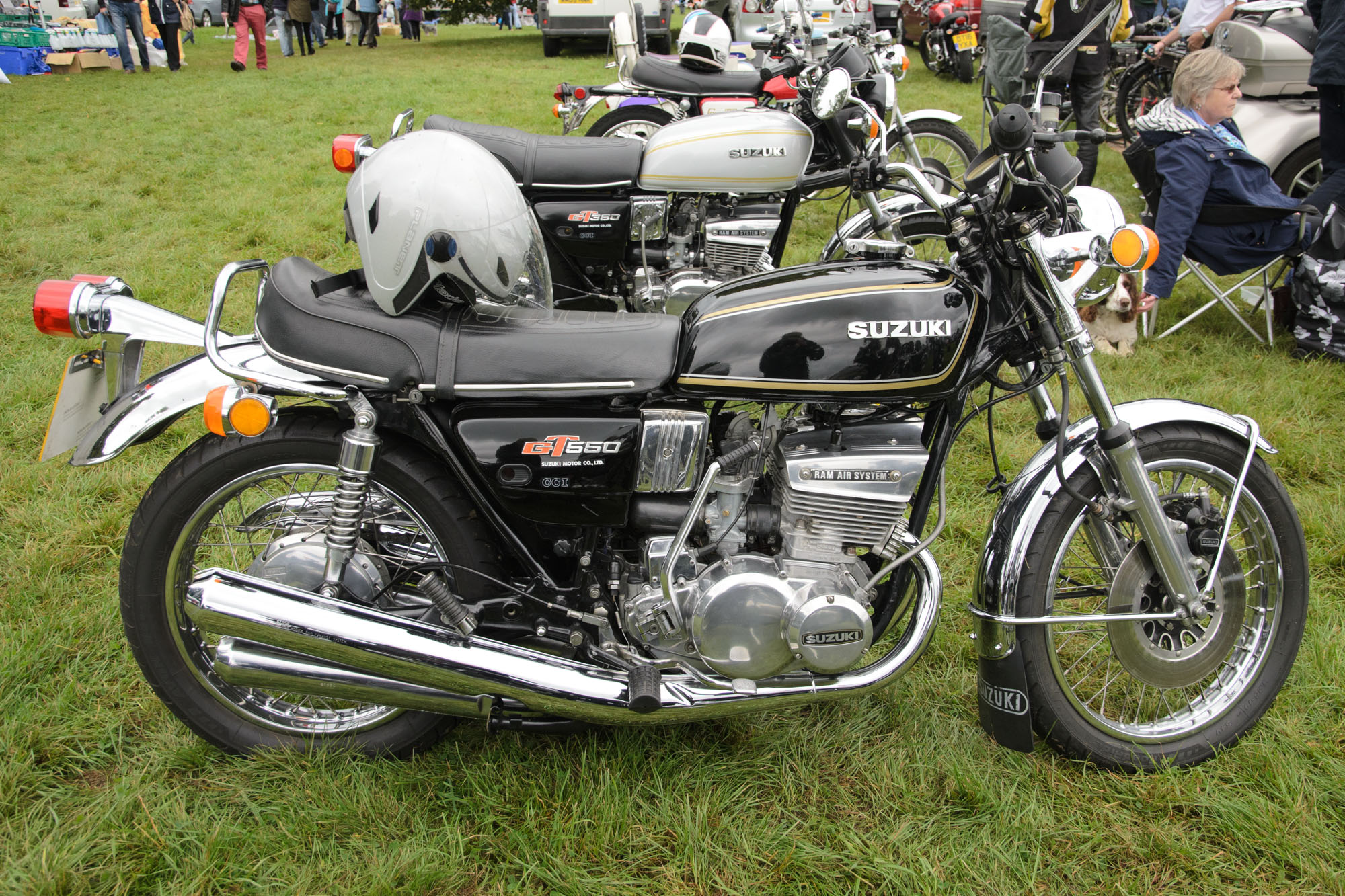
Suzuki GT 550 (1976)

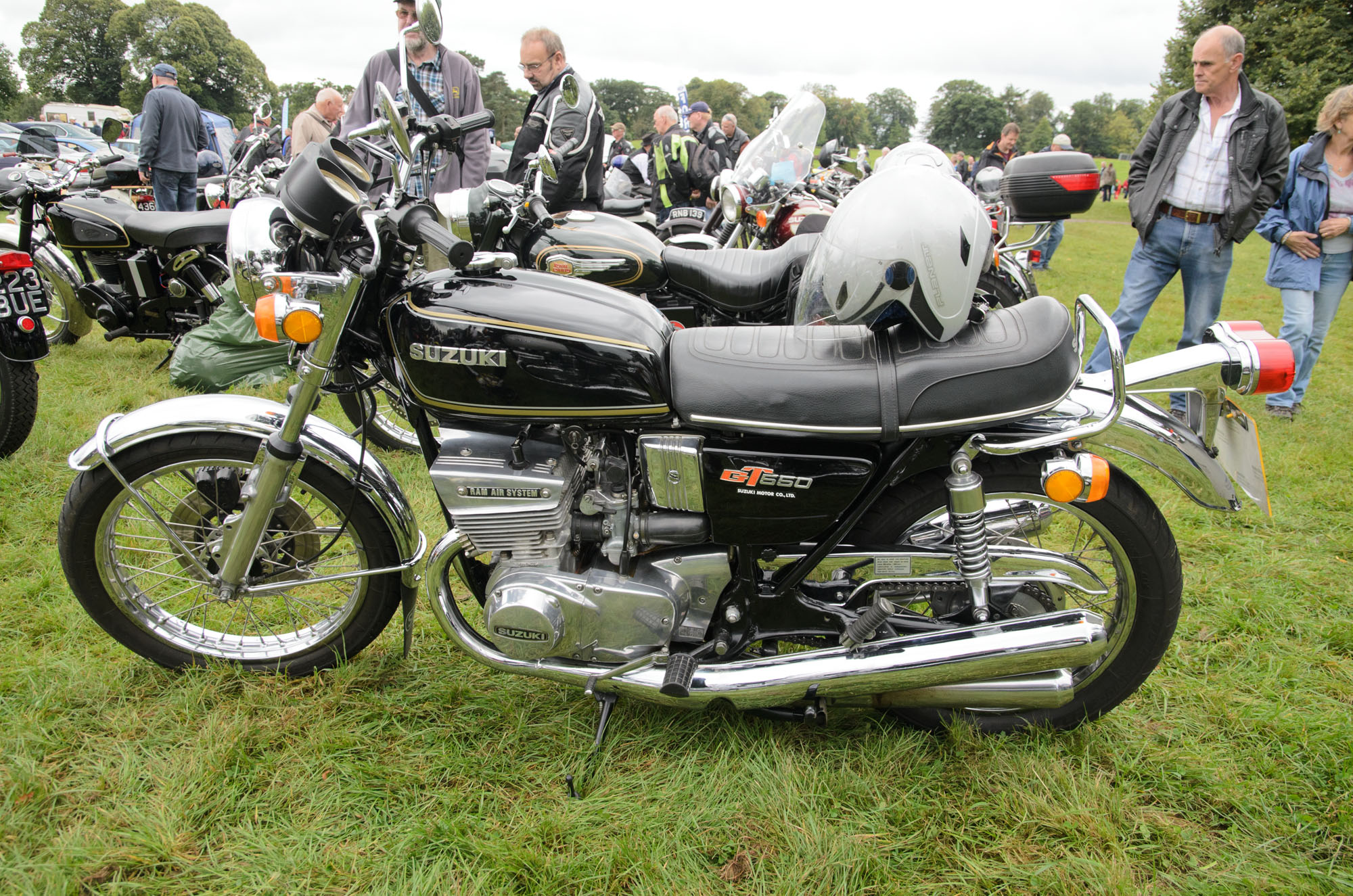
Suzuki GT 550 (1976)

## Kraftübertragung
Der Primärtrieb ist ein schrägverzahntes Stirnradpaar. Die Sechsscheiben-Ölbad-Kupplung sitzt auf der Antriebswelle des klauengeschalteten Fünfganggetriebes. Der Motor lässt sich sowohl per Kickstarter als auch (im Unterschied zur kleineren GT 380) mit elektrischem Anlasser starten.
Die GT 550 wiegt fahrfertig 215 kg und erreicht eine Höchstgeschwindigkeit von 175 km/h. (Sie lag damit etwas unter der Werksangabe von 182 km/h). Bei Vollgas liegt der Verbrauch bei zehn bis elf Litern pro 100 Kilometer. In Verbindung mit dem lediglich 15 Liter fassenden Tank ist die Reichweite sehr begrenzt. Die GT 550 war Suzukis letztes Motorrad mit Zweitaktmotor. 1976 wechselte Suzuki als letzter der vier japanischen Hersteller zum Viertaktmotor.

## Rahmen und Fahrwerk
Der Doppelschleifen-Rohrrahmen aus Stahlrohr ist am Steuerkopf mit drei zusätzlichen Streben und Verbindungsblechen verstärkt.
Vorne federt eine hydraulisch gedämpfte Teleskopgabel mit einem Standrohrdurchmesser von 35 mm und 95 Millimeter Federweg. Die ersten 550er-GT-Modelle waren mit einer Doppel-Duplex-Trommelbremse am Vorderrad ausgestattet, ab 1973 mit einer 290 mm großen Scheibenbremse. Hinten führt eine Schwinge mit zwei Federbeinen das Rad. Die Federbeine sind zwar fünffach verstellbar, aber 65 Millimeter Federweg sind zu wenig für komfortables Fahren, deshalb gilt das Motorrad als eher hart gefedert. Die Umrüstung auf Koni-Stoßdämpfer aus dem Zubehörhandel brachte hier Besserung. Vorne rollt die Suzuki auf Reifen der Größe 3.25 H 19, hinten auf der Dimension 4.00 H 18. Der niedrig montierte GT 550 Drei-in-Vier-Auspuff sowie die Fußrasten begrenzen die Schräglagenfreiheit des Motorrades: Sowohl die Fußrasten als auch die Schalldämpfer können bei schneller Kurvenfahrt auf der Fahrbahn aufsetzen, was zu Unsicherheit und Stürzen führen kann. Einige technische Änderungen waren:
- 1973 (Suzuki GT 550 K): Staubkappen statt Faltenbälge an der Gabel. Haltebügel an der Sitzbank.
- 1974 (Suzuki GT 550 L): desmodromische Vergaserbetätigung mit zwei Zügen. Zwei Luftfilter.
- 1975 (Suzuki GT 550 M): Die Zylinderlaufbahnen mit Nickel-Silicium-Karbid-beschichtet (SCEM). Damit wird die Verschleißfestigkeit erhöht. Dank der beschichteten Zylinder kann auch die Ölpumpe magerer eingestellt werden.
- 1976 (Suzuki GT 550 A): Lichtmaschine verbessert (Kohlebürsten und Federn waren anfällig).[2]

## Schwachstellen und Gebrauchtmarkt
Von 1972 bis 1977 verkaufte Suzuki ca. 64.000 Maschinen weltweit. Die Restbestände flossen ab 1978 über Großimporteure wie Hein Gericke zu günstigen Preisen ab. Classic Data taxiert den Wert für den Motorrad-Oldtimer zwischen 600 und 3.600 Euro. Die Preise liegen damit nicht höher als eine gebrauchte GT 380.
Zu schwach ausgelegt war die Drei-in-Vier-Auspuffanlage. Die Schweißnähte an den zu dünn dimensionierten Blechen waren zu dünn und rissen deshalb. Auch lösten sich im Inneren die Prallbleche.
Als nicht immer zuverlässig erwies sich auch die Lichtmaschine. Dort sind an den Schleifkohlen der Lichtmaschine die Kupferlitzen abgerissen. Mit diesem Defekt wird die Batterie nicht mehr ausreichend geladen, es besteht die Gefahr des Liegenbleibens. Was das Fahrwerk und seine Abstimmung betrifft, waren die "Ram-Air" Modelle noch nicht ausgereift. Nicht dem Stand Technik entsprach die Doppelduplex-Trommelbremse im Vorderrad. Sie musste häufig gewartet werden und die Bremsleistung war nicht ausreichend. Bei der Modellpflege wurde auf eine Scheibenbremse vorne umgestellt.

## Daten und Farben
Die Produktion lief von 1972 bis 1977. Das Modell war insgesamt in 17 Farben lieferbar.
Die Neupreise in Deutschland stiegen von 1972 bis zum letzten Baujahr 1977 von 4990 auf 5620 DM.